# Estill Springs
Pour les articles homonymes, voir Estill.
Estill Springs est une municipalité américaine située dans le comté de Franklin au Tennessee.

## Géographie

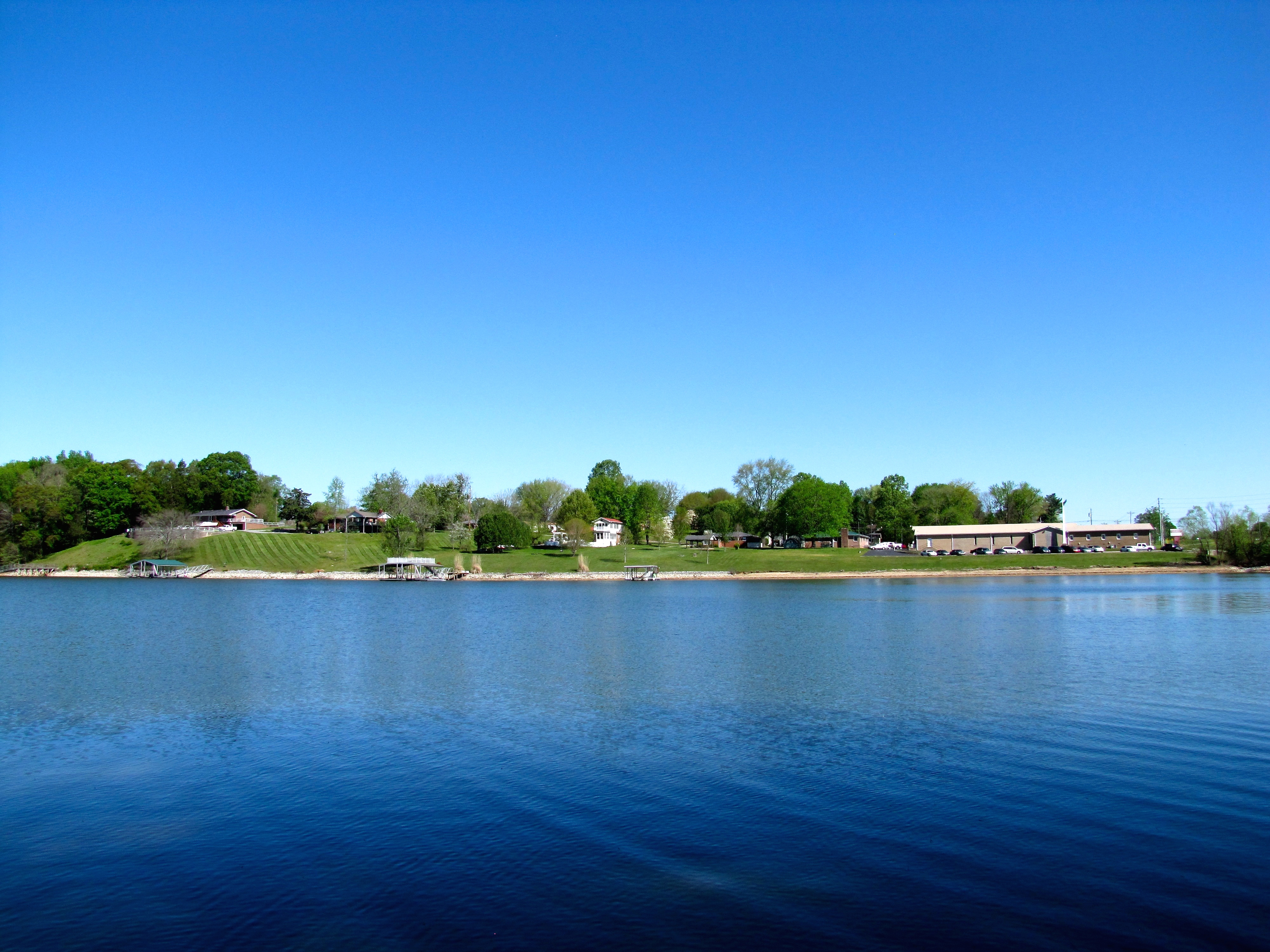
Le lac Tims Ford à Estill Springs.

La municipalité s'étend sur 4,68 milles carrés (12,12 km2), dont 0,28 mille carré (0,73 km2) d'étendues d'eau. Estill Springs compte en effet plusieurs lacs gérés par la Tennessee Valley Authority.

## Histoire
La localité est fondée sur une propriété de la famille Estill ; parmi eux, Frank Estill donna un droit de passage pour la construction du chemin de fer en 1850. La deuxième partie de son nom fait référence à ses sources, découvertes par les Cherokees et approvisionnant encore la ville.
À partir des années 1940, Estill Springs se développe avec l'arrivée de la U.S. Route 41A et de l'Arnold Engineering Development Complex dans la région. Elle devient une municipalité en 1948.

## Démographie
Lors du recensement de 2010, Estill Springs compte 2 055 habitants.
Selon l'American Community Survey, sa population est plus âgée que la moyenne nationale, avec un âge moyen supérieur de près de 10 ans (46,9 ans contre 37,9 ans). Les blancs représentent environ 85 % de la population, devant les métisses (6 %), les Afro-Américains (5 %), les Asio-Américains (2 %) et les Amérindiens (1 %).